# 圣威廉教堂 (斯特拉斯堡)

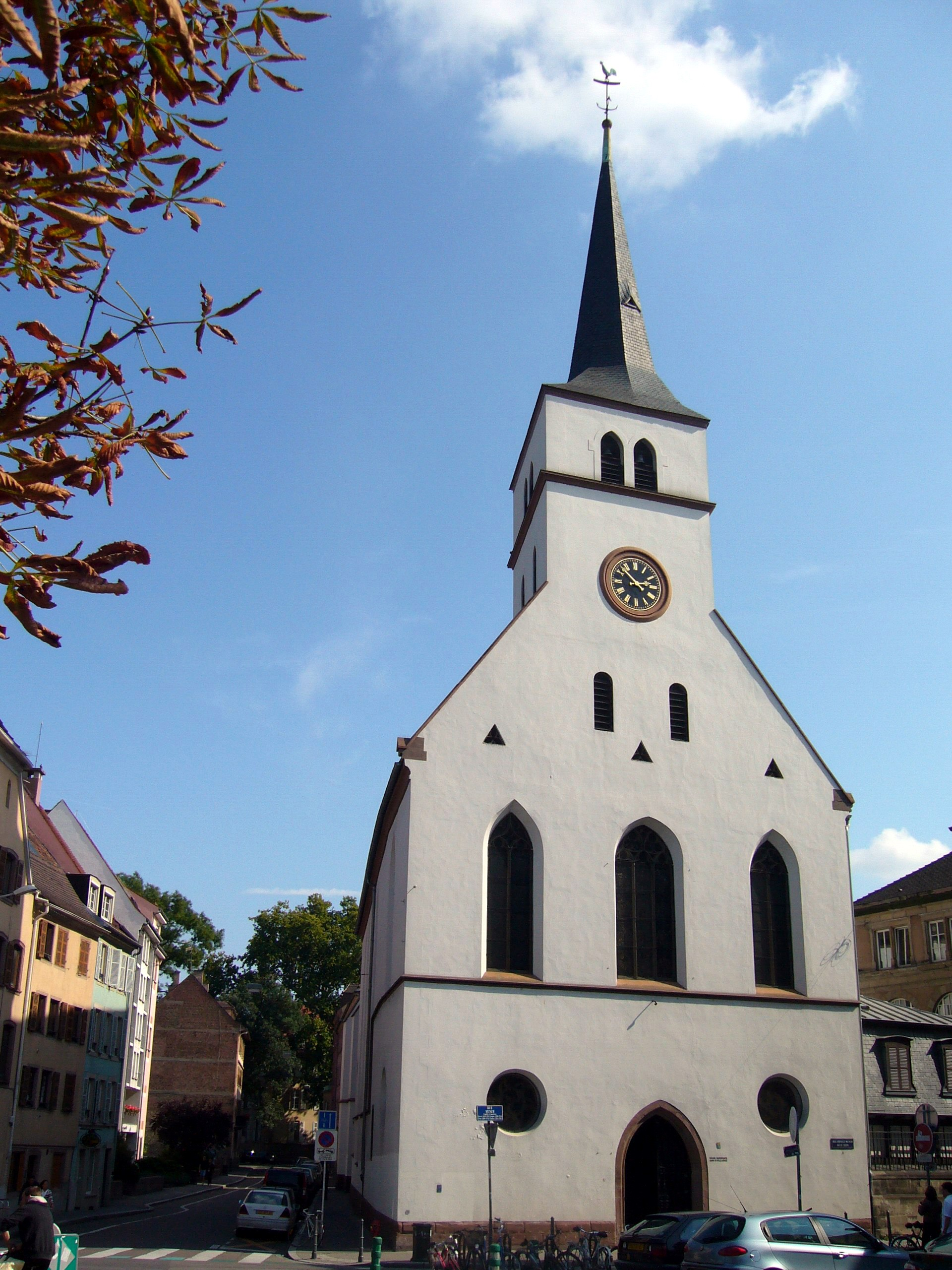
立面与钟楼

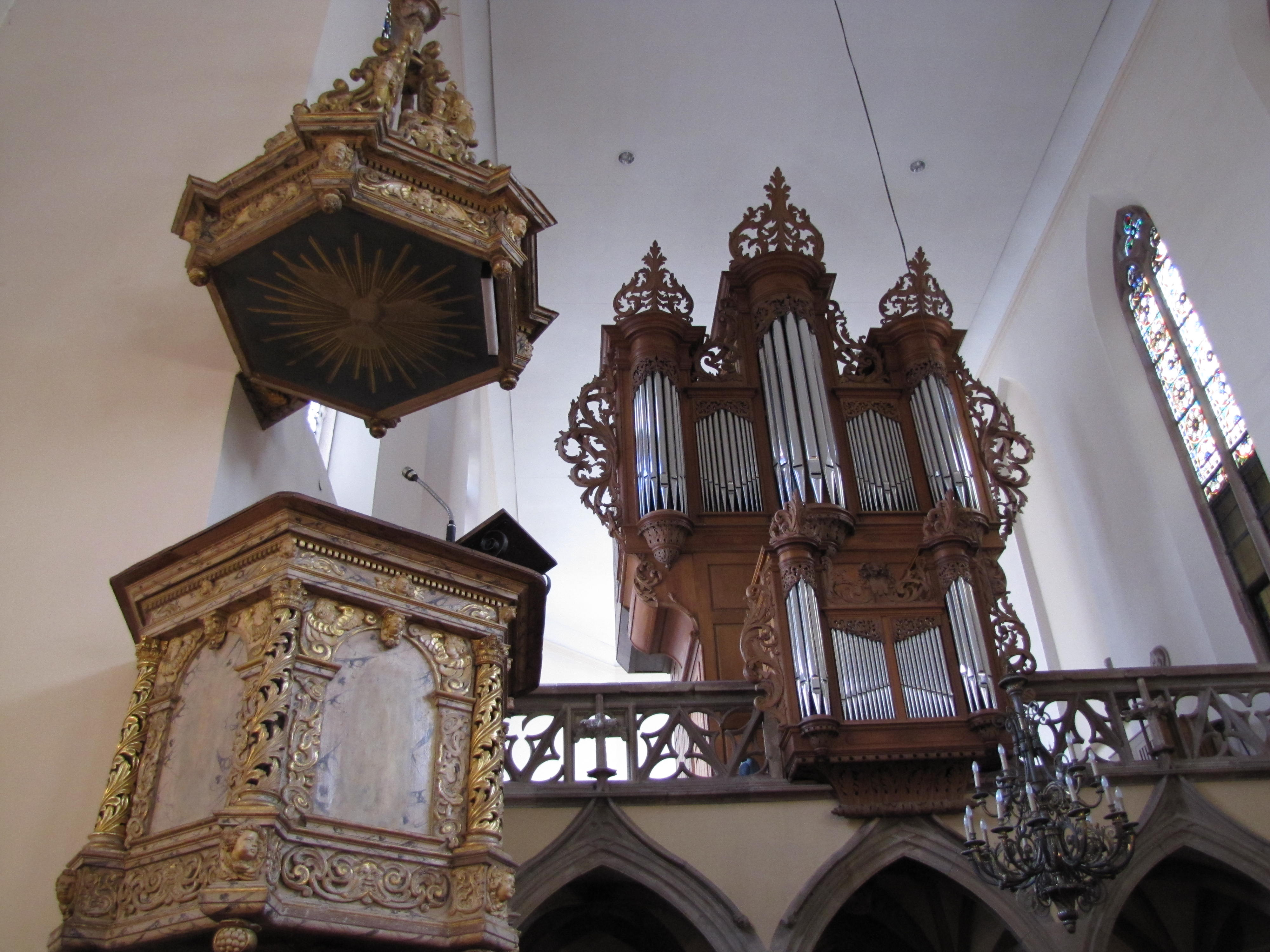
管风琴

圣威廉教堂（德语：Wilhelmskirche；法语：église Saint-Guillaume）是一座哥特式教堂，目前属于基督教路德会，位于法国斯特拉斯堡。 这座教堂位于造船码头街和渔夫码头街的交界处，以其伊尔河河岸风景如画的位置、不平衡的外观以及结合哥特式和巴洛克风格的豪华内饰而引人注目。 
自从19世纪末，由于该教堂优秀的声学效果，使之成为古典音乐音乐会的场地，特别是約翰·塞巴斯蒂安·巴赫的《受难曲》。

## 历史
十字军时期，骑士亨利在城外的沼泽地区，为圣威廉托钵修会的修士修建了一座修道院。这座斜屋顶的砖砌教堂，1301年祝圣，1307年完成，是整个建筑群唯一保存下来的部分。1331年，这座教堂由于靠近码头，被新成立的造船行会选为本堂区教堂。
该修道院在宗教改革以前的15世纪，已经开始衰落。